# Piąta kolumna
Piąta kolumna – określenie stosowane w opracowaniach historycznych i publicystyce, a także w propagandzie politycznej w odniesieniu do grup obywateli będących bądź uznawanych za wrogów wewnętrznych, dywersantów, sabotażystów, szpiegów.

## Pochodzenie terminu

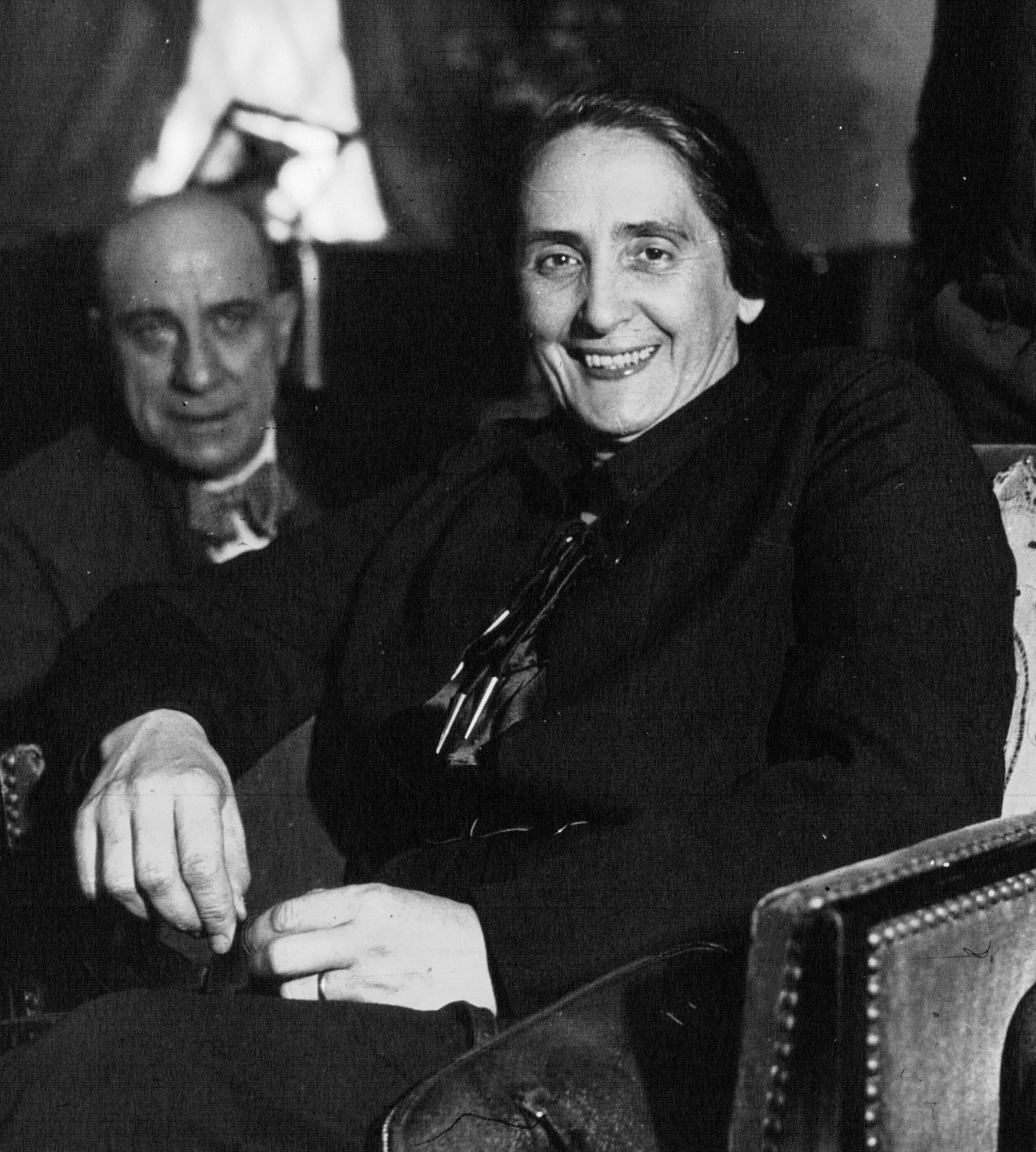
Dolores Ibárruri, 1936

Określenie „piąta kolumna” narodziło się w czasie hiszpańskiej wojny domowej (1936–1939), ale jego dokładne pochodzenie jest niejasne.
Według najbardziej rozpowszechnionej teorii miał go użyć po raz pierwszy jeden z przywódców rebeliantów generał Mola. W przemówieniu radiowym miał stwierdzić, że gdy 4 kolumny wojsk nacjonalistów posuwają się na Madryt, to piąta kolumna czeka w mieście na sygnał do powstania. Wersję taką ogłosiła 3 października 1936 roku w komunistycznym dzienniku Mundo Obrero partyjna propagandzistka, Dolores Ibarruri. Wtedy też określenie „piąta kolumna” pojawiło się publicznie po raz pierwszy. Natychmiast podjęła je cała prasa republikańska, a za nią również media zagraniczne. Domniemane przemówienie Moli nigdy nie zostało zidentyfikowane przez historyków.
Konkurencyjna, jednak znacznie mniej popularna teoria sugeruje, że określenie „piąta kolumna” zostało ukute i kłamliwie przypisane nacjonalistom przez republikańską propagandę. Miałoby tak się stać albo w celu podniesienia własnego morale, albo w celu usprawiedliwienia fali terroru i represji skierowanej przeciw domniemanym wrogom Republiki. Jako argument przytacza się fakt, że 30 września 1936 niemiecki charge d’affaires w Alicante w tajnym telegramie do Berlina pisał, że w strefie republikańskiej „rozpowszechniane jest domniemane stwierdzenie generała Franco” o treści identycznej jak ta w 3 dni potem przypisana przez Ibarruri generałowi Mola.

## Piąta kolumna w Czechosłowacji

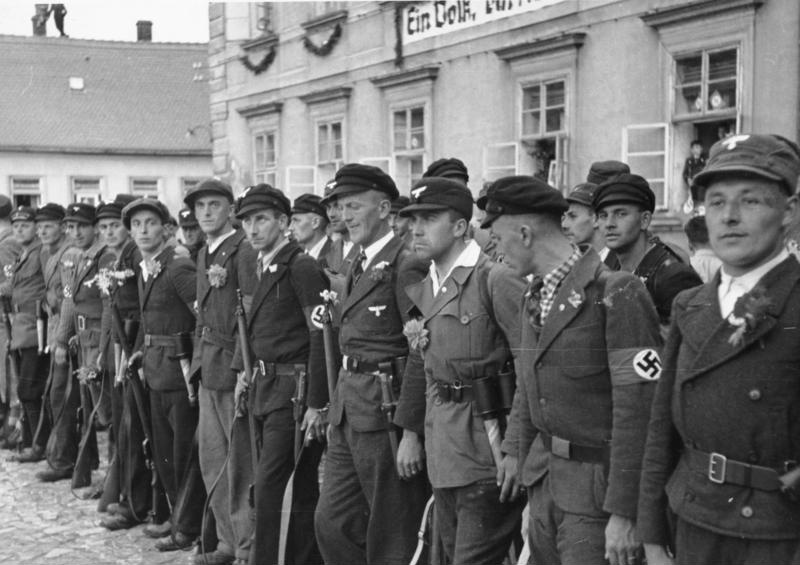
Zbiórka Henleinowców z Sudetendeutsches Freikorps

Terminu „V kolumna” używa się zwykle jako określenia grup dywersantów rekrutowanych spośród nacjonalistycznych środowisk w obrębie mniejszości niemieckiej w Czechosłowacji i Polsce w okresie hitlerowskiej agresji na te dwa kraje, a także wobec różnego rodzaju zagranicznych agentur wywiadowczych III Rzeszy współdziałających z wojskami regularnymi.

## Piąta kolumna w Polsce

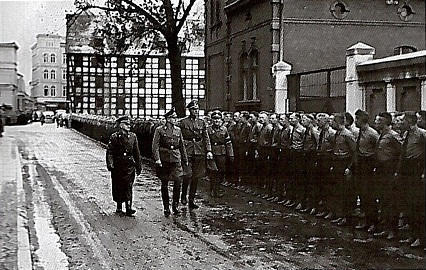
Inspekcja Selbstschutzu w Bydgoszczy

Mniejszość niemiecka w Polsce od początku utworzenia II Rzeczypospolitej wspierała wysiłki Niemiec w polityce wymierzonej przeciw państwu polskiemu oraz kwestionowaniu jego granic państwowych. Przedstawiciele mniejszości niemieckiej z polskiego Pomorza 20 grudnia 1930 roku uzyskali w Berlinie zapewnienie od ówczesnego kanclerza Niemiec Heinricha Brüninga, że „Rzesza podziwia szczerze ofiarność Niemców na Pomorzu, którzy znajdują się na pierwszej linii frontu polityki rewizji granic”. Kanclerz zapewnił ich, że Niemcy nigdy nie zrezygnują z tej polityki.
W okresie przed II wojną światową na terenie Polski działało wiele organizacji niemieckich uznawanych za piątą kolumnę:
- Jungdeutsche Partei in Polen (JDP) – obejmowała swoją działalnością całą Polskę w granicach sprzed II wojny światowej
- Deutsche Vereinigung (DtV) – działała w województwie pomorskim i województwie poznańskim
- Deutscher Volksbund – obejmowała zasięgiem teren województwa śląskiego[8]
- Deutscher Volksverband in Polen – organizacja aktywna w województwie łódzkim[9].

Wraz z kilkoma pomniejszymi organizacjami stowarzyszenia te skupiały w swoich szeregach ok. 25% ludności niemieckiej zamieszkującej terytorium II Rzeczypospolitej i utrzymywały stały, tajny kontakt z organami partyjnymi i wywiadu Niemiec – NSDAP, Auslandsorganisation, Gestapo, Abwehrą oraz SD.
W 1937 z ok. 800 tys. Niemców zamieszkałych w Polsce ok. 200 tys. było członkami organizacji hitlerowskich.
W 1939 powstał przy SS Hauptamt Volksdeutsche Mittelstelle (VoMi) tzw. „Komitet Sześciu”, tajna komórka koordynująca działania mniejszości niemieckiej w Polsce. Organizacji tej podlegały m.in. organizacje narodowo-socjalistyczne w przedwojennej Polsce jak Zjednoczenie Niemieckie (niem. Deutsche Vereinigung DtV) i Partia Młodoniemiecka w Polsce (niem. Jungdeutsche Partei in Polen skrót JDP).
W okresie międzywojennym kontrwywiad RP wykrył kilka nielegalnych niemieckich organizacji np. Volksbundjugendgruppe w Katowicach w 1933, Narodowo-Socjalistyczny Niemiecki Ruch Robotniczy, w skrócie NSDAB, na polskiej części Górnego Śląska w 1934 (celem NSDAB było oderwanie tej części Górnego Śląska od Polski i przyłączenie jej do Niemiec), Schwarze Hand (pol. Czarna Ręka) w Chorzowie, Die Schwarze Schaar (pol. Czarna Drużyna). W latach 1936/37 szereg tych organizacji zostało zdelegalizowanych, a ich członkowie stanęli przed sądem. Aresztowani zostali m.in. Rudolf Wiesner, którego faszystowska Partia Młodoniemiecka kreowała na führera mniejszości niemieckiej w Polsce oraz pierwszy przywódca rywalizującej z nią Dtv Erik von Witzleben. Polacy pozostawali w złudnym przeświadczeniu o dalszym rozbiciu organizacyjnym mniejszości niemieckiej. 
Z członków nazistowskich organizacji mniejszości niemieckiej rekrutowały się bojówki Selbstschutzu prowadzące akcje sabotażowe na ziemiach polskich przed 1 września. Wraz z agresją III Rzeszy na Polskę 1 września 1939, jednostki Selbstschutzu rozpoczęły działania zbrojne przeciwko ludności polskiej i polskim siłom zbrojnym, jednocześnie podejmując działania sabotażowe, mające na celu wspomożenie niemieckiej inwazji. W czasie kampanii wrześniowej, 3 września oddziały niemieckiej piątej kolumny, zorganizowane w formacje Selbstschutz, Hauptamt Volksdeutsche Mittelstelle i Hitlerjugend, dokonały akcji dywersyjnej w Bydgoszczy, w wyniku której zginęła polska ludność cywilna i 240 żołnierzy Wojska Polskiego z przegrupowującej się Armii „Pomorze”.
Wprawdzie działania V kolumny mają zwykle drugorzędne znaczenie, ale termin ten doskonale wpisuje się w stereotyp wroga wewnętrznego, co w warunkach wojennych może stać się przyczyną pogromów, represji wojska lub administracji rządowej przeciwko mniejszościom narodowym itp. zjawisk.

## Inne kraje
Pojęcie „piątej kolumny” przywołuje się m.in. w kontekście internowania obywateli USA pochodzenia japońskiego po ataku na Pearl Harbor (7 grudnia 1941) oraz w odniesieniu do radykalnych środowisk muzułmańskich w Europie Zachodniej i Stanach Zjednoczonych po zamachu na World Trade Center (11 września 2001).
W czasie przemówienia (19 czerwca 1967) Władysław Gomułka, nawiązując do wojny sześciodniowej – gdzie Izrael zwyciężył koalicję państw arabskich, wspieraną przez ZSRR – nazwał Żydów mieszkających w Polsce „piątą kolumną”.
Na Ukrainie „piątą kolumną” określany jest ruch prorosyjski, zwłaszcza partie polityczne Blok Rosyjski і Komunistyczna Partia Ukrainy, oraz Ukraiński Kościół Prawosławny Patriarchatu Moskiewskiego.